# Goście, goście III: Rewolucja
Goście, goście III: Rewolucja (fr. Les visiteurs: La révolution) – francuska komedia fantasy z 2016 roku. Kontynuacja filmów Goście, goście (1993) i Goście, goście II – korytarz czasu (1998).
Zdjęcia kręcono w Czechach (Praga, Kutna Hora, zamek Pernštejn) oraz w Belgii (Namur, Bruksela, Brugelette, Saint-Georges-sur-Meuse, Maillen).

## Fabuła
Tym razem Rycerz Godefroy de Montmirail (Jean Reno) i jego wierny giermek Jacquouille la Fripouille (Christian Clavier) przenoszą się do roku 1793, w sam środek Rewolucji Francuskiej. I prawie tak jak rewolucja przerażają otoczenie swoimi manierami. Szybko okazuje się, że potomek Jacquouille jest oskarżycielem publicznym, który z wielką zaciętością prowadzi na gilotynę zastępy arystokracji. Tymczasem potomek Rycerza de Montmirail pragnie tylko jednego: uciec i ocalić głowę. Jedynym ratunkiem jest odnalezienie starego czarownika, aby jeszcze raz przyrządził swoją magiczną miksturę otwierającą przed tym, kto ją zażyje, wrota czasu.

## Obsada
- Jean Reno jako Godefroy de Papincourt, hrabia Montmirail
- Christian Clavier jako giermek Jacquouille la Fripouille / prokurator Antoine-Claude Jacquouillet / kolaborant Edmond Jacquart
- Franck Dubosc jako deputowany Gonzague de Montmirail / kpt. François Montmirail
- Marie-Anne Chazel jako Prune
- Karin Viard jako Adélaïde de Montmirail
- Sylvie Testud jako Charlotte de Robespierre / Geneviève Carraud-Robespierre
- Stéphanie Crayencour jako Victoire-Églantine de Montmirail
- Ary Abittan jako Lorenzo Baldini
- Alex Lutz jako Robert de Montmirail
- Pascal N’Zonzi jako Philibert
- Frédérique Bel jako Flore
- Nicolas Vaude jako Maximilien de Robespierre
- Christian Hecq jako Jean-Paul Marat
- Christelle Cornil jako Simone Marat
- Lorànt Deutsch jako Jean-Marie Collot d’Herbois
- Mathieu Spinosi jako Louis de Saint-Just
- François Bureloup jako Georges Couthon
- Nicolas Lumbreras jako Jacques-Nicolas Billaud-Varenne
- Cyril Lecomte jako Joseph Fouché
- Alexandre von Sivers jako Eusèbe
- Götz Otto jako pułkownik Wurtz